# Oving (West Sussex)
Oving – wieś w Anglii, w hrabstwie West Sussex, w dystrykcie Chichester. Leży 5 km na wschód od miasta Chichester i 86 km na południowy zachód od Londynu. W 2001 miejscowość liczyła 1022 mieszkańców.